# Constantin Suysken
Compléments
Suysken composa plus de 130 notices hagiographiques pour les Acta Sanctorum.
Constantin Suysken, né le 20 août 1714 à Bois-le-Duc (Brabant-Septentrional) et décédé le 28 juin 1771 était un prêtre jésuite brabançon, et membre de la société des Bollandistes. Il collabora durant 25 ans à la publication des Acta Sanctorum pour lesquels il produisit 130 notices hagiographiques. 

## Biographie
Né dans une famille catholique aisée de Bois-le-Duc Constantin Suysken est envoyé, en 1725, faire ses études d’humanités au collège jésuite de Ruremonde.  En 1731 il entreprend des études de philosophie au collège de Douai. La même année il les interrompt pour entrer au noviciat des jésuites, à Malines.  À la fin du noviciat il se trouve pour quelque temps à Halle (alors dans le Hainaut) et en 1735 à Anvers où il étudie la physique. Il y est professeur de sciences durant cinq ans. 
Les quatre années d’études de la théologie, en préparation au sacerdoce, sont faites à Louvain. Il est ensuite rappelé à Anvers où il est reçu dans la société des Bollandistes en 1745.  En 1748 il fait sa profession religieuse définitive. Durant 25 ans, comme bollandiste, il compose plus de 130 notices hagiographiques fouillées qui sont publiées dans les Acta Sanctorum des mois liturgiques de septembre et d’octobre. 
Malade depuis 1769 Constantin Suysken meurt d’hydropisie en 1771.

## Écrits
Parmi les articles hagiographies de Constantin Suysken, publiés dans les Acta Sanctorum couvrant les mois de septembre et d’octobre du calendrier liturgique :
- Septembre, vol.2: 10 articles, entre autres sur les saintes Ida de Herzfeld, Ermengarde de Tours, et saint Albert de Bergame.
- Septembre, vol.3: 20 articles dont ceux concernant saint Nicolas de Tolentino et saint Kieran de Clonmacnoise.
- Septembre, vol.4 : Le pape saint Corneille et saint Cyprien de Carthage
- Septembre, vol.5 : sainte Ludmila de Bohême et les saints Lambert de Liège et Joseph de Copertino.
- Septembre, vol.6 : saints Castor de Karden et Emmeran de Ratisbonne.
- Septembre, vol.7 : 20 articles dont ceux sur  les saints Jean de Meda,  Elzéar de Sabran, Venceslas de Bohême et Bernardin de Feltre.
- Septembre, vol.8 : les saints Jean de Montmirail et Nicolas de Forca-Palena.
- Octobre, vol.1 : les saints Remi de Reims et Thomas de Canteloupe.
- Octobre, vol.2 :les saints Marsus, Quentin et François d’Assise.
- Octobre, vol.3 : le saint pape Marc et saint Adalbert de Würzburg
- Octobre, vol.4 : les saintes Réparate, Bénédicte et Eusébie, saint Bertrand de Comminges.